# マザーズ・リトル・ヘルパー
「マザーズ・リトル・ヘルパー」（Mother's Little Helper）は、ローリング・ストーンズの楽曲。1966年のアルバム『アフターマス』収録。作詞・作曲はミック・ジャガーおよびキース・リチャーズ。アメリカ他数カ国でシングル・リリースされた。

## 解説
録音は1965年12月7日から10日にかけて、ロサンゼルスのRCAスタジオにて行われた。イギリスではアルバム『アフターマス』の中の1曲として発表されたが、アメリカでは同アルバムには収録されず、アルバムと同日にシングルとして発表された（B面は同アルバム収録の「レディ・ジェーン」）。全米ビルボードチャートで8位にランクインした。B面の「レディ・ジェーン」も24位につけている。テンポの速いシャッフル・ビートのロック・ナンバーだが、歌詞の内容を反映してかメロディは陰鬱で、アシッド・フォークとでも言うべきアレンジがなされている。シタールのような音はキース・リチャーズによる12弦エレキギターのスライド・プレイで、ブライアン・ジョーンズはバッキングのアコースティックギターをプレイしている。
歌詞は抗不安薬中毒に陥る主婦について歌ったもので、当時大きな話題になった。この曲は、2002年のモジョ誌の年末企画「100グレイテスト・ドラッグ・ソングス」で70位にランクインした。ストーンズの曲でこのランキングに選ばれたのは、これ以外に「シスター・モーフィン」（1971年のアルバム『スティッキー・フィンガーズ』収録）が4位でランクインしている。
ストーンズのコンサートではリリース当時の1966年のツアーでのみ。また当時、音楽番組「トップ・オブ・ザ・ポップス」で披露されたことがある。

## 参加ミュージシャン
- ミック・ジャガー - ボーカル、パーカッション[3]
- キース・リチャーズ - エレキギター、アコースティックギター、バッキング・ボーカル[3]
- ブライアン・ジョーンズ - アコースティックギター[3]
- ビル・ワイマン - ベース[3]
- チャーリー・ワッツ - ドラムス[3]
- ジャック・ニッチェ - サウンドエフェクト[3]